# Шкотско горје
Шкотско горје (енгл. the Scottish Highlands; шкот. the Hielands; шкотски гелски: a' Ghàidhealtachd), такође познато под називима Шкотска висија, Шкотска висораван и Шкотско побрђе, историјски је регион Шкотске. Културно, Горје и Низоземље су почели да се разликују од касног средњег века па до новог века, када је шкотски језик заменио шкотски гелски у већем делу Низоземља. Термин се такође користи за подручје северно и западно од Горске раседне линије, иако тачне границе нису јасно дефинисане, посебно ка истоку. Долина Глен Мор раздваја Грампијанске планине на југоистоку од Каледонских планина. Шкотски гелски назив A' Ghàidhealtachd дословно значи „место Гела” и традиционално, са гелске тачке гледишта, обухвата и Спољне Хебриде и Горје.
Подручје је веома слабо насељено, са многим планинским масивима који доминирају регионом, и обухвата највишу планину Британских острва, Бен Невис. Током 18. и раног 19. века, становништво Горја порасло је на око 300.000 становника, али од око 1841. године, па наредних 160 година, природни прираштај је претекла имиграција (углавном у Канаду, Сједињене Државе, Аустралију и Нови Зеланд, као и миграције у индустријске градове Шкотске и Енглеске). Данас је ово једно од најређе насељених подручја у Европи. Са густином од 9,1 становникa по квадратном километру 2012. године, густина насељености у Горју и Острвима је мања од седмине укупне густине Шкотске.
Већим делом Горја управља Горски савет, са административним центром у Инвернесу. Међутим, Горје обухвата и делове административних подручја: Абердиншир, Ангус, Аргајл и Бјут, Мори, Северни Ершир, Перт и Кинрос, Стерлинг и Западни Данбартоншир.
Шкотско горје је једино подручје на Британским острвима са биомом тајге, пошто се у овој регији налазе концентрисане популације шума шкотског бора. Ово је уједно и најбрдовитији део Уједињеног Краљевства.

## Историја

### Култура
Између 15. века и средине 20. века, ово подручје се разликовало од већег дела Низоземља по језику. На шкотском гелском, регион је познат као Gàidhealtachd, јер је традиционално био део Шкотске у којем се говорио гелски језик, иако је он данас углавном ограничен на Хебриде. Ови термини се понекад користе наизменично, али имају различита значења у својим одговарајућим језицима. Данас је главни језик овог региона шкотски енглески (у својој горској форми), иако је он у знатној мери под утицајем гелског говора. Историјски, „горска линија” раздвајала је две шкотске културе. Док је на југу углавном пратила географију Грампијанских планина, на северу је одсекла североисточне области — тј. источни Кејтнес, Оркнијска и Шетландска острва  — од претежно гелског Горја и Хебрида.
Историјски гледано, главна друштвена јединица у Горју био је клан. Шкотски краљеви, нарочито Џејмс VI, сматрали су кланове претњом свом ауторитету; Горје је за многе представљао подручје безакоња. Неки становници Низоземља сматрали су Горјане примитивнијима и „налик на Ирце”. Након успостављања персоналне уније између Шкотске и Енглеске, Џејмс VI је стекао војну снагу да подржи покушаје увођења контроле. Резултат тога били су Ајонски статути из 1609. године који су започели процес укључивања вођа кланова у шкотско друштво. Постепене промене наставиле су се током 19. века, пошто су вође кланова све више себе посматрале не као патријархалне лидере, већ као комерцијалне земљопоседнике. Први ефекат на чланове кланова — њихове закупце — било је то што су кирије уместо у натури морале да се плаћају у новцу. Убрзо су кирије порасле, јер су горски земљопоседници настојали да повећају приходе. У периоду 1760–1850. дошло је до промена у пољопривреди, које су често (посебно у западном Горју) укључивале рашчишћавање становништва како би се направио простор за велике овчарске фарме. Протерани закупци смештани су у „крофтинг” заједнице. Крофтови нису били намењени да задовоље све потребе становника; очекивало се да раде у другим индустријама попут сакупљања алги и риболова. Крофтери су у великој мери почели да зависе од сезонског рада у другим деловима Шкотске, нарочито у Низоземљу. То је допринело њиховом учењу енглеског језика, који су многи говорници гелског почели да доживљавају као „радни језик”.‍:105–07‍:1–17, 110–18‍:37–46, 65–73, 132 
Стара историографија приписује распад кланског система последицама јакобитских устанака. Данашњи историчари сматрају да то није био најважнији фактор. После Јакобитског устанка 1745. године, британска влада је усвојила низ закона у покушају да сузбије клански систем, укључујући забране ношења оружја и тартана, као и ограничења активности Шкотске епископалне цркве. Већина ових закона је укинута до краја 18. века, када је јакобитска претња сузбијена. Убрзо је дошло до рехабилитације горске културе. Тартан је постао униформа горских пукова у британској војсци, којој су се у великом броју придруживали сиромашни Горјани током Америчког рата за независност (1775–1783) и Наполеонових ратова (1790–1815). Иако су обични људи у региону у великој мери напустили тартан, 1820-их га је прихватила друштвена елита, не само у Шкотској, већ широм Европе.
Међународни талас одушевљења за тартаном и романтизованим Горјем покренуо је Осијанов циклус, а додатно популарисао Валтер Скот својим делима. Његова „режија” посете краља Џорџа IV Шкотској 1822. године, као и краљево ношење тартана, изазвали су огромну потражњу за килтовима и тартанима коју шкотска текстилна индустрија није могла да испрати. У овом периоду су углавном и дефинисани индивидуални тартани за сваки клан, што је касније постало један од главних симбола шкотског идентитета. Ова појава, позната као „хајлендизам” — поистовећивање целе Шкотске са културом Горја — додатно је учвршћена интересовањем краљице Викторије за ову област, њеним усвајањем замка Балморал као главног краљевског одмаралишта, и њеним интересовањем за тартан.

### Привреда
Периодична глад погађала је Шкотско горје током великог дела његове историје, са значајним случајевима све до 1817. у источним деловима и почетком 1850-их на западу.‍:415–16 Током 18. века, у региону се развила трговина стоком ка Низоземљу, што је било уравнотежено увозом брашна у ову област. Постојала је критична зависност од ове трговине ради обезбеђивања довољно хране, што се сматра кључним предусловом за пораст становништва који је почео у 18. веку.:48–49 Већи део Горја, нарочито север и запад, имао је мало обрадиве земље неопходне за мешовиту, заједничку пољопривреду засновану на систему run rig који је постојао пре него што је пољопривредна модернизација уведена у регион. Између 1760-их и 1830-их постојала је значајна трговина нелиценцираним вискијем дестилованим у Горју. Дестилерије у Низоземљу (које нису могле да избегну високе порезе на производњу) жалиле су се да је горски виски чинио више од половине тржишта. Развој трговине стоком тумачи се као доказ да предмодерно Горје није било непокретан систем, већ да је користило економске прилике које су му се пружале.:24 Незаконита трговина вискијем показује предузетничке способности сељачке класе.‍:119–34
Пољопривредна модернизација стигла је у Горје углавном у периоду од 1760. до 1850. године. Пољопривредни саветници, управитељи, геометри и други образовани у духу економске мисли Адама Смита били су жељни да примене нове идеје које су учили на шкотским универзитетима.:141  Земљопоседници у Горју, од којих су многи били хронично задужени, углавном су били пријемчиви за њихове савете и настојали су да повећају приход од своје земље.‍:417 На истоку и југу промена је личила на ону у Низоземљу: стварање већих фарми са по једним закупцем, реформа старих run rig поља, увођење нових усева (као што је репа), исушивање земљишта и, као последица свега тога, исељавање, у оквиру Рашчишћавања Горја, великог броја закупаца и сељака без земље. Неки од исељених нашли су запослење на новим, већим имањима, док су се други преселили у градове Низоземља.‍:1–12
На западу и северу, исељеним закупцима су обично додељиване нове парцеле у новооснованим крофтинг заједницама, док су њихова стара имања претварана у велике фарме оваца. Узгајивачи оваца могли су да плаћају знатно веће закупнине од run rig пољопривредника и били су много мање склони кашњењу у плаћању. Величина сваке крофт парцеле била је ограничена тако да су закупци морали да траже додатни посао. Главне алтернативе биле су риболов и индустрија алги. Земљопоседници су преузели контролу над приобаљем за сакупљање алги, одбијали зараду коју су закупци остварили од закупнине и задржавали велике профите добијене од високе цене прерађеног производа током Наполеонових ратова.:1–12
Када су Наполеонови ратови окончани 1815. године, горска индустрија је погођена преласком на мирнодопску економију. Цена црне стоке је пала, скоро се преполовивши између 1810. и 1830-их. Цена алги, која је достигла врхунац 1810. године, смањила се са 9 фунти по тони 1823. на око 3 фунте до 1828. године. Цена вуне такође је знатно опала.‍:370–71  То је додатно погоршало финансијске проблеме задужених земљопоседника. Затим је 1846. у Горје стигла кромпирова болест, која је уништила основну храну пренасељених крофтинг заједница. Како је глад узимала маха, влада је јасно ставила до знања да је на земљопоседницима одговорност за пружање помоћи. Последица економског краха била је продаја великог дела горских имања у првој половини 19. века. Историчар Т. М. Девајн наводи да је, у региону најпогођенијем глађу изазваном кромпиром, до 1846. чак 70% земљопоседника било нових власника који нису поседовали имања у Горју пре 1800. године. Још више њих било је приморано на продају због трошкова везаних за пружање помоћи. Они који су били најзаштићенији од последица кризе били су земљопоседници са значајним приходима од фарми оваца.:93–95  Влада је обезбедила кредите за радове на исушивању, изградњу путева и друге пројекте, а многи крофтери су постали привремени мигранти, тражећи посао у Низоземљу. Када је глад престала 1856. године, то је установило образац чешћег одласка на рад ван Горја.:146–66
Неједнака концентрација власништва земљишта остала је емотивно и политички осетљива тема, од огромног значаја за привреду Горја, и на крају је постала темељ либералног радикализма. Сиромашни крофтери нису имали политичку моћ и многи су се окренули религији. Пригрлили су снажан, евангелистички оријентисан презвитеријански препород након 1800. године. Већина се придружила одвојеној „Слободној цркви” након 1843. године. Овај религиозни покрет предводили су лаички проповедници из нижих слојева, чија је проповед била имплицитно критична према успостављеном поретку. Религијска промена је донела енергију крофтерима и удаљила их од земљопоседника; помогла им је да се припреме за успешан и насилан отпор земљопоседницима 1880-их кроз Горску земљишну лигу. Дошло је до насиља, почев од острва Скај, када су земљопоседници почели да исељавају становништво како би направили пашњаке за овце и ловишта за јелене. До стишавања је дошло тек када је влада интервенисала доношењем Закона о крофтерском закупу 1886. године, којим су смањене закупнине, загарантована сигурност закупа и подељена велика имања како би се обезбедиле парцеле за бескућнике. То се разликовало од Ирског земљишног рата који је истовремено био у току, где је ирско становништво било дубоко политизовано кроз националистичке корене, док су политички аспекти у Шкотској били ограничени. Године 1885. тројица независних кандидата крофтера изабрана су у Парламент, који је услишио њихове захтеве. Резултати су укључили експлицитну сигурност за шкотске мале земљопоседнике у „крофтинг грофовијама”, законско право да закупнине наследе потомци, као и оснивање Комисије за крофтинг. Политички покрет крофтера је до 1892. углавном нестао, а Либерална партија је придобила њихове гласове.

#### Производња вискија
Данас је Горје највећи регион за производњу вискија у Шкотској. Ово подручје има преко 30 дестилерија, или 47 ако се рачунају и острва. Према једном извору, пет најпознатијих су: Macallan, Glenfiddich, Aberlour, Glenfarclas и Balvenie. Иако се регион Спејсајд географски налази унутар Горја, ова област се посебно издваја када је реч о производњи вискија. Вискији типа single malt из Спејсајда производе се у око 50 дестилерија.
Према подацима организације Visit Scotland, горски виски је „воћни, сладак, зачињен и сладан”. Једна друга рецензија наводи да је single malt виски из северног Горја „сладак и испуњен укусом”, да вискији из источног и јужног Горја имају „лакшу текстуру”, док дестилерије на западу Горја производе single malt виски са „много израженијим утицајем дима тресета”.

### Религија
Шкотска реформација постигла је делимичан успех на подручју Горја. Римокатолицизам је остао снажан у неким областима, захваљујући удаљености тих подручја и напорима фрањевачких мисионара из Ирске, који су редовно долазили да служе мису. Значајна католичка упоришта и даље постоје у Горју и на острвима, као што су Мојдарт и Морaр на копну, и Јужни Јујст и Бара на јужним Спољним Хебридима. Удаљеност региона и недостатак свештеника који говоре гелски поткопали су мисионарске напоре званичне цркве. У другој половини 18. века дошло је до нешто већег успеха, захваљујући раду мисионара Шкотског друштва за пропагирање хришћанског знања и поремећају традиционалног друштвеног поретка након битке код Калодена 1746. године. Током 19. века, евангелистичке „Слободне цркве”, које су биле отвореније према гелском језику и култури, бележиле су брз раст и биле су далеко прихваћеније од званичне цркве.
Ипак, Горје се данас углавном сматра претежно протестантским, при чему већина становништва припада Цркви Шкотске. За разлику од католичких јужних острва, северна острва Спољних Хебрида (Луис и Харис и Северни Јујст) имају изузетно висок проценат становништва које припада протестантској Слободној цркви Шкотске или Слободној презвитеријанској цркви Шкотске. Спољни Хебриди су описани као последње упориште калвинизма у Британији, а недеља се и даље у великој мери поштује као дан одмора. Инвернес и околина имају већински протестантско становништво, при чему већина мештана припада Цркви Шкотске или Слободној цркви Шкотске. Црква је и даље веома присутна у том подручју, а посећеност богослужења је знатно већа него у другим деловима Шкотске. Религија и даље игра важну улогу у култури Горја, с тим што је поштовање недеље и даље широко распрострањено, посебно у Хебридима.

## Историјска географија
У географском смислу, граница између Горја и Низоземља понекад се повезује са Горском раседном линијом, који пресеца копнени део Шкотске готово правом линијом од Хелензбороа до Стоунхејвена. Међутим, равничарска приобална подручја у грофовијама Нерншир, Моришир, Банфшир и Абердиншир често се изузимају из Горја, јер не деле карактеристичне географске и културне црте осталих делова ове регије. Североисточни део Кејтнеса, као и Оркнијска и Шетландска острва, такође се често изузимају, иако се Хебриди обично убрајају у оквире Горја. Подручје Горја, тако дефинисано, разликовало се од Низоземља по језику и традицији, задржавајући гелски језик и обичаје вековима након англификовања јужнијих крајева. То је довело до све израженије перцепције поделе, при чему се културна разлика између становника Горја и Низоземља први пут бележи крајем 14. века. У Абердинширу, граница између Горја и Низоземља није прецизно дефинисана. Поред пута A93, близу села Динет у области реке Ди, налази се камен са натписом „Сада сте у Горју”, иако се области са горским карактеристикама могу наћи и источно од ове тачке.
Шира дефиниција Горја користи се у шкотској индустрији вискија. Highland single malt виски производе се у дестилеријама које се налазе северно од замишљене линије између Дандија и Гринока, што обухвата цео Абердиншир и Ангус.
Инвернес се сматра главним градом Шкотског горја, иако у горским деловима Абердиншира, Ангуса, Пертшира и Стерлингшира више гледају ка Абердину, Дандију, Перту и Стерлингу као својим трговачким центрима.

### Област Савета Горја
Област Савета Горја, која је настала као један од региона локалне самоуправе Шкотске, постоји као јединствена саветска област од 1996. године. Та саветска област не обухвата велики део јужног и источног Горја, нити Западна острва, али укључује Кејтнес. Ипак, назив Горје понекад се користи као име за ову саветску област, као што је био случај у некадашњој Служби ватрогасаца и спасавања Горја и острва. Назив „Северни” такође се користио за област, као у некадашњој Северној полицији. Ове некадашње институције покривале су како област Савета Горја, тако и саветске области Оркнијских, Шетландских и Западна острва.
Знакови Савета Горја у прелазу Друмохтер, између Глен Гарија и Далвинија, гласе: „Добродошли у Горје”.

### Горје и острва
Велики део подручја Горја преклапа се са регионом познатим као „Горје и острва”. Изборна јединица под називом „Горје и острва” користи се за изборе за Шкотски парламент: та област обухвата Оркнијска и Шетландска острва, као и локалну самоуправу Савета Горја, Западна острва и већи део области Аргајл и Бјут и Мори. Израз „Горје и острва” ипак има различита значења у различитим контекстима. У оквиру Ватрогасне и спасилачке службе Горја и острва, тај појам се односи на: Горје (локалну самоуправу), Оркнијска, Шетландска и Западна острва. Назив „Северни”, као у „Северна полиција”, односи се на исту територију као и она коју је покривала ватрогасна и спасилачка служба.

### Историјски прелази
Путање од Низоземља ка Горју постојале су још од праисторијских времена. Многе од њих прелазе преко Манта, планинског огранка који се протеже од виших унутрашњих области до Северног мора, нешто северније од Стоунхејвена. Најпознатије и историјски најважније такве путање су Кози Мант, Елсик Мант, Крајн Корс Маунт и Кернамант.

### Поштански систем
Иако се већи део Горја географски налази на британском копну, он је нешто мање приступачан у односу на остатак Британије; стога га већина курирских служби у Уједињеном Краљевству третира као посебну категорију, заједно са Северном Ирском, Острвом Мен и другим приобалним острвима. Због тога наплаћују додатне таксе за испоруку у Горје или потпуно искључују ту област из своје услуге. Иако физичка удаљеност од највећих урбаних центара неминовно доводи до већих трошкова транспорта, постоји збуњеност и огорчење у вези с висином наплаћених такси и начином на који се оне саопштавају, као и због употребе речи „копно” у њиховом образложењу. Како се наплата често заснива на поштанским бројевима, многе области које су знатно мање удаљене – укључујући и неке које се традиционално сматрају делом Низоземља – такође потпадају под ове таксе. Краљевска пошта је једина достављачка мрежа обавезана универзалном обавезом пружања услуга да наплаћује јединствену тарифу на територији целог Уједињеног Краљевства. Ово се, међутим, односи само на пошту, али не и на веће пакете, којима се бави њена подружница Parcelforce.

## Геологија
Шкотско горје се налазе северно и западно од Горске раседне линије, који се протеже од острва Аран до Стоунхејвена. Овај део Шкотске претежно је састављен од древних стена из камбријског и прекамбријског периода, које су подигнуте током касније каледонске орогенезе. Мањи слојеви Луисијског комплекса на северозападу стари су и до 3 милијарде година. Наслаге Торидонског пешчара изнад њих чине планине у Торидонским брдима, као што су Лиах и Бен Еј у Западном Росу.
Ови темељи су прошарани бројним магматским интрузијама новијег доба, чији остаци данас формирају планинске масиве као што су Кернгормс и Кулин на острву Скај. Знатан изузетак у овом геолошком саставу чине слојеви Старог црвеног пешчара, богати фосилима, који се углавном налазе дуж обале залива Мори Ферт, и делимично дуж Горске раседне линије. Слојеви из доба јуре пронађени на изолованим локацијама на острвима Скај и Еплкрос одражавају сложену геолошку структуру овог подручја. Управо ови слојеви представљају првобитни извор велике количине нафте из Северног мора. Долина Глен Мор је формирана дуж трансформног раседа који раздваја Грампијанске планине на југоистоку од Северозападних висоравни.
Цео регион био је прекривен леденим покривачем током плеистоцена, осим можда неколико нунатака који су вирили изнад леда. Сложена геоморфологија обухвата усечене долине и језера изрезбарене деловањем планинских потока и леда, као и рељеф неправилно распоређених планина, чији врхови имају сличне надморске висине, док основе варирају у зависности од степена ерозије коме је плато био изложен на различитим местима.

## Клима
Овај регион је знатно топлији од других подручја на сличним географским ширинама (као што су Камчатка у Русији или Лабрадор у Канади) захваљујући Голфској струји, која му даје прохладну, влажну и умерену климу. Према Кепеновој класификацији климе, на нижим надморским висинама преовладава океанска клима, док се на вишим котама прелази у субполарну климу.

## Галерија
- Вијадукт Гленфинан
- Планина Седл
- Лох Скавејг, острво Скај
- Инвернес
- Острва Лоха Мари
- Унутрашњост пећине Сму, Садерланд
- Светионик на рту Рет, крајњем северозападу Велике Британије
- Планина Блејвен
- Гер Лох
- Теснац Дарнес
- Клизиште Кјуранг, острво Скај
- Горске кошуте
- Лох ан Лојн
- Шкотско говече